# Раймунд IV (граф Тулузы)
Раймунд IV (VI) Тулузский (фр. Raymond IV de Toulouse), также известный как Раймунд Сен-Жильский (Раймон де Сен-Жиль, Raymond de Saint-Gilles) (около 1042 — 22 июня 1105) — граф Сен-Жиля (с 1060 года), герцог Нарбонны, маркиз Готии, граф Руэрга (с 1065 года), маркиз Прованса (с 1085 года), граф Тулузы (с 1094 года) и граф Триполи (с 1102 года, под именем Раймунд I). Один из главных участников 1-го крестового похода. Сын Понса Тулузского и Альмодис де ла Марш.

## Биография

### Ранние годы
До крестового похода граф принимал участие в Реконкисте в Испании, затем в 1071 году совершил паломничество в Иерусалим и во время этого путешествия ослеп на один глаз — согласно армянским хроникам, «тачики[прояснить] выкололи в Иерусалиме глаз князю Жинчилю» .
Когда папа Урбан II на Клермонском соборе 1095 года обратился с призывом отправиться на Восток и отвоевать у мусульман Иерусалим, граф, будучи глубоко религиозным человеком, был одним из первых, кто вступил в ряды крестоносцев и поклялся отдать жизнь за христианскую веру.

### Роль в Первом крестовом походе

Продвижение армии Раймунда Тулузского

С самого начала похода Раймунд желал стать верховным военачальником крестоносного войска. Этому способствовало его состояние, наибольшая численность армии и испытанное благочестие. Граф был глубоко верующим католиком и уже имел опыт войн с мусульманами (до крестового похода он принимал участие в Реконкисте в Испании). Кроме того, он был первым из крупных феодалов, давший обет в Клермоне.

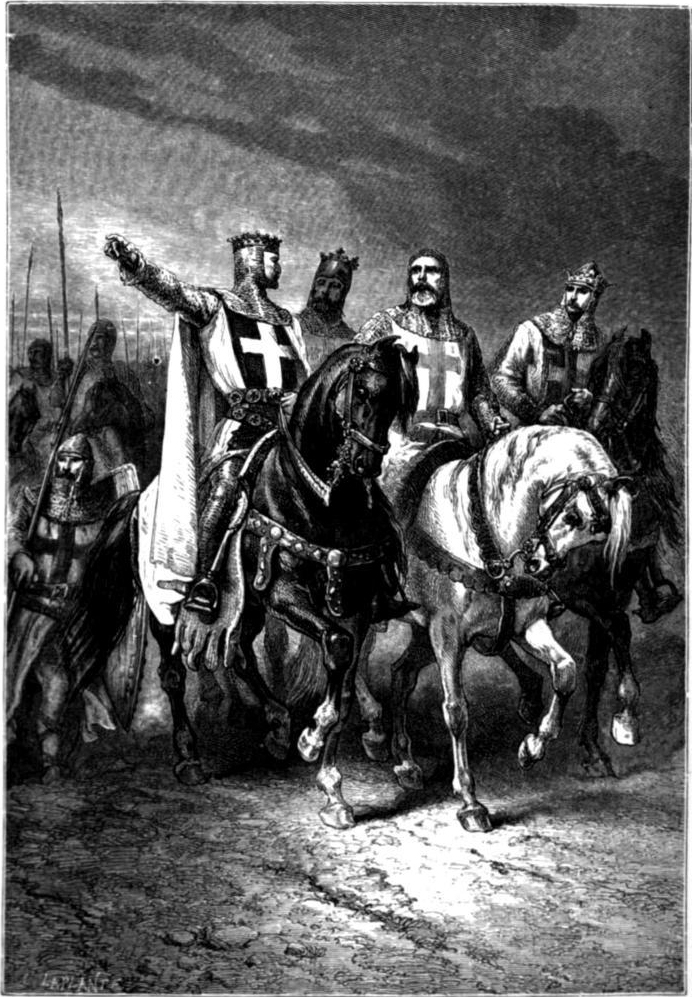
Руководители Первого крестового похода

Среди военачальников крестоносцев Раймунд Тулузский был самым могущественным и старшим по возрасту — ему было за пятьдесят, когда в конце октября 1096 года он выдвинулся из Тулузы на Восток в сопровождении супруги Эльвиры и папского легата Адемара Монтейльского.
Крестоносцы Раймунда — уроженцы Прованса, Оверни, Гаскони и других областей юга Франции — перебрались через Альпы, прошли вдоль побережья Адриатического моря и, миновав Истрию и Далмацию, через Дуррес добрались по Эгнатиевой дороге до Константинополя.
Во время продвижения крестоносцев были нередки случаи жестоких расправ с местными жителями, которые не всегда соглашались обеспечивать пришлую армию провиантом и проводниками. За разорение города Роццы крестоносцам графа Тулузского пришлось поплатиться — у Родосто их настиг и атаковал отряд византийских наемников.
Прибыв в столицу Византии 27 апреля 1097 года Раймунд отказался приносить клятву верности императору Алексею Комнину. Вместо этого он заключил с императором союз против Боэмунда Тарентского, их общего врага. Дочь Алексея Анна Комнина так описывает обстоятельства зарождения этой неожиданной дружбы:
| |
| \| Из всех латинян император выделил Исангела[комм. 3], которого полюбил за выдающийся ум, за искренность суждений и за чистоту жизни. <…> Когда все графы заключили договор с самодержцем и через пролив Пропонтиду отбыли на Дамалис, самодержец, избавившись от тех хлопот, которые они ему доставляли, стал часто приглашать к себе Исангела; он подробно поведал ему о том, что ждёт латинян в пути, а также раскрыл свои подозрения относительно намерений франков. Об этом он часто говорил с Исангелом. <…> он просил его неусыпно помнить о коварстве Боэмунда и, если тот захочет нарушить клятву, удержать его и любым способом расстроить козни. Исангел ответил самодержцу: «От своих предков Боэмунд как некое наследство получил коварство и вероломство, и будет величайшим чудом, если он останется верен своей клятве. Но я сделаю все, чтобы выполнить твое поручение». И, заключив договор с самодержцем, он уехал, чтобы соединиться с кельтским войском. \| |

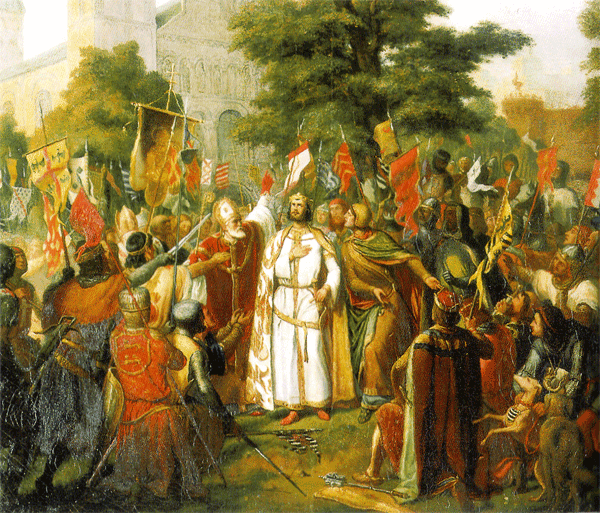
Раймунд Тулузский даёт клятву освободить Иерусалим

| Из всех латинян император выделил Исангела, которого полюбил за выдающийся ум, за искренность суждений и за чистоту жизни. <…> Когда все графы заключили договор с самодержцем и через пролив Пропонтиду отбыли на Дамалис, самодержец, избавившись от тех хлопот, которые они ему доставляли, стал часто приглашать к себе Исангела; он подробно поведал ему о том, что ждёт латинян в пути, а также раскрыл свои подозрения относительно намерений франков. Об этом он часто говорил с Исангелом. <…> он просил его неусыпно помнить о коварстве Боэмунда и, если тот захочет нарушить клятву, удержать его и любым способом расстроить козни. Исангел ответил самодержцу: «От своих предков Боэмунд как некое наследство получил коварство и вероломство, и будет величайшим чудом, если он останется верен своей клятве. Но я сделаю все, чтобы выполнить твое поручение». И, заключив договор с самодержцем, он уехал, чтобы соединиться с кельтским войском.                |

#### Осада Никеи
Признав императора Алексея своим сюзереном, крестоносцы отбыли к столице Румского султаната Никее — городу, ранее принадлежавшему Византии, но с 1077 года находившемуся во власти сельджуков. Первым 16 мая 1097 года у стен города оказался Готфрид Бульонский, затем подошли остальные участники похода и взяли город в кольцо, оставив незанятой лишь южную часть крепостной стены, где должна была разместиться армия Раймунда Тулузского. Так как граф задерживался в пути, ему навстречу был отправлен гонец с посланием о том, что Никея ожидает прибытия мусульманского подкрепления:
| |
| \| Как только капитаны наших легионов узнали о том, что Сулейман занят подобными приготовлениями, они <…> со всей поспешностью выслали гонцов к ещё не прибывшим графу Тулузскому и епископу де Пюи, чтобы побудить их ускорить движение. Получив эти послания своих братьев, они, проникнувшись заботой и не желая прощать себе малейшую задержку, шли всю ночь и на следующий день ранним утром, ещё до восхода солнца, в лагере увидели их развернутые знамёна и их самих, испускающих громкие крики и потрясающих своим блистательным оружием. Едва только они успели снять с себя свою поклажу, как сразу же заняли отведенную для них часть лагеря. \| |
| Как только капитаны наших легионов узнали о том, что Сулейман занят подобными приготовлениями, они <…> со всей поспешностью выслали гонцов к ещё не прибывшим графу Тулузскому и епископу де Пюи, чтобы побудить их ускорить движение. Получив эти послания своих братьев, они, проникнувшись заботой и не желая прощать себе малейшую задержку, шли всю ночь и на следующий день ранним утром, ещё до восхода солнца, в лагере увидели их развернутые знамёна и их самих, испускающих громкие крики и потрясающих своим блистательным оружием. Едва только они успели снять с себя свою поклажу, как сразу же заняли отведенную для них часть лагеря.       |

Крестоносцы забрасывают за стены Никеи головы убитых врагов. Миниатюра, конец XIII века

Добравшись до Никеи, Раймунд Тулузский и его войско расположились лагерем у южных ворот. Мусульмане, которые спешили на подмогу Никее, не знали о прибытии графа. Рассчитывая «найти эти ворота совершено свободными, как это было ещё вчерашней и даже прошедшей ночью», они собирались атаковать крестоносцев с юга, но неожиданно наткнулись на провансальских воинов. Провансальцы отбили первую атаку, затем подоспели крестоносцы Роберта Фландрского, Боэмунда Тарентского и Готфрида Бульонского, и общими усилиями сельджуки были побеждены.
После битвы крестоносцы в устрашительных целях «зарядили метательные машины большим количеством голов убитых врагов и перекинули их в город». Затем по приказу Раймунда, который, вероятно был сведущ в сооружении военных машин, была построена осадная башня. Поместив внутрь вооружённых воинов, провансальцы подвели орудие к Гонату — наиболее уязвимой башне Никеи, которая была повреждена ещё во времена императора Василия II. Крестоносцам, одни из которых атаковали гарнизон Никеи, а другие осуществляли подкоп Гоната, удалось сильно накренить башню — «вместо вынутых камней они заложили деревянные балки» и подожгли их, — однако в целом попытка штурма города провалилась.

#### Осада Маарры
В ноябре 1098 года граф и подчиненные ему рыцари Прованса выдвинулись из Антиохии на юго-восток к Маарре (Мааррат ан-Нуман) и 23 ноября осадили город. По приказу Раймунда из вырубленного в окрестностях леса были построены осадные орудия, и в том числе башня в четыре яруса, с верхней площадки которой крестоносцы метали в осажденных камни. Гарнизон Маарры упорно сопротивлялся, в свою очередь забрасывая лагерь христиан камнями, стрелами и греческим огнём. Вскоре к осаде присоединилась норманнская армия Боэмунда Тарентского, и 11 декабря 1098 года Маарра, атакованная сразу с двух сторон, пала, после чего крестоносцы разграбили город и почти поголовно истребили его население. Сетуя на небогатую добычу, Раймунд Ажильский, капеллан войска Раймунда Тулузского, рассказывает о том, что тех мусульман, у которых теоретически могли быть какие-то ценности, «замучивали до смерти», а затем выбрасывали их трупы за крепостные стены.

### Смерть
22 июня 1105 года Раймунд умер, так и не дождавшись падения Триполи. Его племянник граф Сердани Гильом Иордан в 1109 году с помощью короля Иерусалима Балдуина I, покорил город и основал графство Триполи, но в том же году был смещен Бертраном, старшим сыном Раймунда. Графы Тулузы держали власть в Триполи на протяжении всего XII века.

### Браки и дети
Граф был три раза женат и дважды был вынужден аннулировать брак из-за слишком близкой степени родства. Сначала он взял в жены свою двоюродную сестру, которая родила ему сына Бертрана.
Во второй раз Раймунд женился на Матильде, дочери своего родственника Рожера I, великого графа Сицилии.
В 1094 году третьей женой Раймунда стала Эльвира, внебрачная дочь короля Кастилии Альфонсо Храброго, заклятого врага мусульман.
- Жена
  - Бертран Тулузский (1065 — 21 апреля 1112), из-за расторжения брака родителей считался незаконнорождённым.
- Матильда Сицилийская
- Эльвира Кастильская
  - Альфонсо Иордан (1103—1148)